# Jacques Bonsergent (stanice metra v Paříži)
Jacques Bonsergent je nepřestupní stanice pařížského metra na lince 5 v 10. obvodu v Paříži. Nachází se pod náměstím Place Jacques Bonsergent, kde se kříží Boulevard de Magenta, pod kterým vede linka 5, Rue de Lancry a Rue Albert Thomas.

## Historie
Stanice byla otevřena 17. prosince 1906, když sem byla prodloužena linka ze stanice Gare de Lyon. Stanice sloužila jako konečná pouze do 15. listopadu 1907, kdy byla linka dále prodloužena do stanice Gare du Nord USFRT.

## Název
Původně se stanice jmenovala Lancry podle nedaleké ulice Rue de Lancry. 10. února 1946 byla zdejší křižovatka pojmenována Place Jacques-Bonsergent a rovněž stejným jménem i stanice metra. Jacques Bonsergent (1912–1940) byl 23. prosince 1940 první popravený civilista v okupované Paříži během druhé světové války.

## Vstupy
Stanice má východy na:
- Boulevard de Magenta
- Rue de Lancry

## Zajímavosti v okolí
- Canal Saint-Martin